# Nu Badac (Ort)
Nu Badac (Nubadak) ist ein osttimoresischer Ort im Suco Batugade (Verwaltungsamt Balibo, Gemeinde Bobonaro). Er liegt in einer Meereshöhe von 9 m in der Aldeia Nu Badac an der Küste der Sawusee. Die Häuser des Dorfes verteilen sich entlang der nördlichen Küstenstraße und einer Abzweigung, die in das Inselinnere nach Sukabelulik (Suco Sanirin) führt. Nach Norden führt die Küstenstraße in den Ort Caco, nach Süden über eine Brücke über den Leometik in den Ort Batugade.
Im Dorf Nu Badac befinden sich ein Büro der Zollbehörde Osttimors und ein Friedhof. Nördlich hat die Grenzpolizei (UPF) einen Posten.